# Добричич
Добричич (хорв. Dobričić) — технический (винный) и столовый сорт винограда, используемый для производства красных вин в Хорватии. Отличается окрашенным соком и мякотью (так называемые сорта-красильщики или сорта группы Тентурье), что не позволяет изготовлять из него белые вина.

## История
Происходит, вероятно, с острова Шолта, неподалёку от побережья Далмации. Сорт является одним из родителей для Плавац Мали. Возможно, является родителем для сорта Бабич.
После Второй мировой войны площадь виноградников, занятых сортом, начала сокращаться. В последние годы к сорту вновь возникает интерес.

## География
Сорт является автохтоном Хорватии. Культивируется на островах Шолта и Брач, а с 2004 года в южной и центральной части Далмации.

## Основные характеристики
Кусты среднерослые. Вызревание побегов хорошее.
Листья слаборассечённые, пятилопастные, гладкие, снизу без опушения. Черешковая выемка открытая, стрельчатая.
Цветок обоеполый.
Грозди средние и крупные, конические, рыхлые.
Ягоды средние, реже мелкие, округлые, чёрные. Сок окрашен. Мякоть сочная, сладкая.
Сорт среднего или среднепозднего периода созревания.
Урожайность высокая.
Устойчивость к милдью (ложной мучнистой росе) слабая. Устойчивость против других грибных заболеваний хорошая.

## Характеристика вина
Из сорта производят в основном купажные вина, где он используется из-за интенсивной окраски сока. Моносортовые вина отличаются низкой кислотностью.

## Синонимы
Как и у любого другого старого сорта, у него есть множество синонимов. Некоторые из них, это Čihovac, Crljenak Slatinski, Dobričić Crni, Dobrovoljac, Krucalin, Okručanac, Sholtanats, Slatinjac, Slatinski.